# Campo Número Ciento Nueve
Campo Número Ciento Nueve är en ort i Mexiko.   Den ligger i kommunen Cuauhtémoc och delstaten Chihuahua, i den nordvästra delen av landet, 1 300 km nordväst om huvudstaden Mexico City. Campo Número Ciento Nueve ligger 2 019 meter över havet och antalet invånare är 204.
Terrängen runt Campo Número Ciento Nueve är huvudsakligen platt, men norrut är den kuperad. Runt Campo Número Ciento Nueve är det ganska glesbefolkat, med 43 invånare per kvadratkilometer. Närmaste större samhälle är Bachiniva, 17,7 km väster om Campo Número Ciento Nueve. Trakten runt Campo Número Ciento Nueve består till största delen av jordbruksmark.